# 從梵谷住處眺望巴黎景象
《從梵谷住處眺望巴黎景象》（Gezicht op de daken van Parijs）是荷蘭後印象派畫家文森·梵谷於1887年創作的兩幅畫作的名字，當時他與弟弟西奧住在巴黎。

## 背景
1886年2月，梵谷從荷蘭搬到巴黎，與身為藝術品商人的弟弟西奧同住。 《從梵谷住處眺望巴黎景象》創作於文森特和西奧位於蒙馬特區的四樓公寓，從那裡可以一覽巴黎的天際線。當時，蒙馬特區被稱為藝術家聚居區。1886年至1888年，梵谷在巴黎居住的兩年間，接觸到了充滿活力的藝術氛圍，年輕藝術家們正在嘗試新的風格，他的風格也開始逐漸擺脫「陰暗的荷蘭作品」的桎梏。
在巴黎的生活讓梵谷受益匪淺。 1886年10月，他寫信給朋友賀拉斯·曼·利文斯：「巴黎就是巴黎，只有一個巴黎，無論在這裡生活多麼艱難……法國的空氣能淨化心靈，給人帶來極大的益處。」在巴黎期間，梵谷創作了約230幅畫作；這是他一生中創作最多的時期。